# Francesc Monné i Casanovas
Francesc Monné i Casanovas, Quico, o Quico d'Olesa (Olesa de Montserrat, 12 de setembre del 1882 - 1932) va ser un músic i compositor català.

## Biografia
Pertanyia a una família eminentment artística: el seu pare Agustí Monné i Batallé (n. 1850) i els seus oncles Fèlix (n. 1840) i Feliu (1864-1935), així com els seus cosins Agustí (1873-1939) i Josep Monné i Dinarés (1878-1954) -fills d'en Fèlix- i Andreu Monné i Duran (1890-1935) -fill d'en Feliu- van ser músics. De jove, en Francesc ja va destacar com a pianista, i oferia actuacions al cafè del seu pare. Organitzà el "Cor Montserrat" i, pels primers anys del segle xx integrà el "Terceto Montserrat", un grup format per Francesc Monné al piano i els cantants Joan Coca (baríton) i Miquel Vaqué (tenor). Tocà a l'orquestrina quasi familiar Nois d'Olesa, i en escindir-se aquesta el 1916, quan una part dels integrants se'n van anar per formar La Moderna Orquesta Nois o també Els Nois d'Olesa a seques (cosa que portà uns i altres als tribunals pels drets al nom), Quico Monné dirigí l'antiga formació, més endavant també anomenada Orquestra Nois d'Olesa Monné. El conjunt actuà igualment amb el nom The Blanc Jazz.
En Francesc Monné compongué un gran nombre de peces de ball, cinc sardanes i algunes obres de música sacra. El seu fons de partitures va ser donat a la Unió Excursionista de Catalunya d'Olesa de Montserrat. Comprèn adaptacions per a piano, per a veu i piano, acompanyaments per a cor, música religiosa i altres.

## Obres
- El ascensor, schotisch
- Los boers, schotisch per a piano
- Los chinos, schotisch per a piano
- La mariposa, polca per a piano[disc 1]
- Missa Festiva, per a orquestra
- Dos Ofertoris fúnebres per a piano
- Los polacos, schotisch per a piano[disc 1]
- La reforma, polca per a piano
- Tio Nel·lo, vals jota[disc 1]
- La zalamera, polca per a piano
- Músiques de La Passió
- Cuplets diversos

### Sardanes
- Baixant de Puigventós, enregistrada[disc 2]
- Ballem-la tots
- La gitaneta, enregistrada[disc 3]
- Nadalenca
- Tots promesos, enregistrada[disc 4][1]

### Enregistraments
1. 1 2 3  Cobla Vila d'Olesa. Els balls d'envelat a Olesa. Primers del segle XX.  Barcelona: Audiovisuals de Sarrià, 2013.
2. ↑  Cobla Els Montgrins. Sardanes a Olesa. 25è aniversari d'Olesa Sardanista.  Barcelona: Audiovisuals de Sarrià, 1998.
3. ↑  Cobla Vila d'Olesa. Sardanes a Olesa 4: 10è. aniversari.  Barcelona: Audiovisuals de Sarrià, 2002.
4. ↑  Cobla Vila d'Olesa. Sardanes a Olesa.  Barcelona: Audiovisuals de Sarrià, 1997.